# Placówka Straży Granicznej I linii „Repty Nowe”
Placówka Straży Granicznej I linii „Repty Nowe” – jednostka organizacyjna Straży Granicznej pełniąca służbę ochronną na granicy polsko-niemieckiej w okresie międzywojennym.

## Formowanie i zmiany organizacyjne
Objęcie granicy na Śląsku przez Straż Celną nastąpiło 16 czerwca 1922 roku. W Tarnowskich Górach utworzony został komisariat Straży Celnej. W ramach komisariatu powołano placówka Straży Celnej „Repty Nowe”.
Rozporządzeniem Prezydenta Rzeczypospolitej Polskiej Ignacego Mościckiego z 22 marca 1928 roku, do ochrony północnej, zachodniej i południowej granicy państwa, a w szczególności do ich ochrony celnej, powoływano z dniem 2 kwietnia 1928 roku Straż Graniczną.
Rozkazem nr 4 z 30 kwietnia 1928 roku w sprawie organizacji Śląskiego Inspektoratu Okręgowego dowódca Straży Granicznej gen. bryg. Stefan Pasławski określił strukturę organizacyjną komisariatu SG „Tarnowskie Góry”. Placówka Straży Granicznej I linii „Repty Nowe” znalazła się w jego strukturze.

## Służba graniczna
Sąsiednie placówki:
- placówka Straży Granicznej I linii „Tarnowice Stare” ⇔ placówka Straży Granicznej I linii „Sucha Góra” – 1928

## Kierownicy/dowódcy placówki
| stopień    | imię i nazwisko  | okres pełnienia służby | kolejne stanowisko              |
| ---------- | ---------------- | ---------------------- | ------------------------------- |
| przodownik | Józef Lasończyk  | był X 1932 i IX 1933   |                                 |
| przodownik | Paweł Nieszporek | był I 1936– 10 VI 1937 | kierownik placówki „Brzozowice” |
| przodownik | Antoni Podufały  | 10 VI 1937 –           |                                 |